# UCI World Tour 2021
UCI World Tour 2021 – 11. edycja cyklu wyścigów kolarskich UCI World Tour.
W kalendarzu 11. edycji cyklu UCI World Tour znalazło się początkowo 35 wyścigów (20 jednodniowych i 15 wieloetapowych) rozgrywanych między 19 stycznia a 19 października 2021, jednak już na początku listopada 2020, ze względu na pandemię COVID-19, odwołano zaplanowane w Australii wyścigi Tour Down Under oraz Cadel Evans Great Ocean Road Race, które miały rozpocząć sezon 2021 w ramach cyklu UCI World Tour, a już w trakcie sezonu odwołano także wyścigi zaplanowane w Kanadzie (Grand Prix Cycliste de Québec i Grand Prix Cycliste de Montréal) oraz Chinach (Tour of Guangxi).

## Kalendarz
Opracowano na podstawie:
| UCI World Tour 2021           | UCI World Tour 2021          | UCI World Tour 2021               | UCI World Tour 2021 | UCI World Tour 2021                        | UCI World Tour 2021                        | UCI World Tour 2021                           | UCI World Tour 2021 |
| Data                          | Państwo                      | Wyścig                            | Kat.                | Zwycięzca                                  | Drugie miejsce                             | Trzecie miejsce                               |                     |
| ----------------------------- | ---------------------------- | --------------------------------- | ------------------- | ------------------------------------------ | ------------------------------------------ | --------------------------------------------- | ------------------- |
| 19 – 24 stycznia 2021         | Australia                    | Tour Down Under                   | 2.UWT               | odwołany                                   |                                            |                                               |                     |
| 31 sty                        | Australia                    | Cadel Evans Great Ocean Road Race | 1.UWT               | odwołany                                   |                                            |                                               |                     |
| 21 – 27 lutego 2021           | Zjednoczone Emiraty Arabskie | UAE Tour                          | 2.UWT               | Tadej Pogačar (UAE Team Emirates)          | Adam Yates (Ineos Grenadiers)              | João Almeida (Deceuninck-Quick Step)          |                     |
| 27 lut                        | Belgia                       | Omloop Het Nieuwsblad             | 1.UWT               | Davide Ballerini (Deceuninck-Quick Step)   | Jake Stewart (Groupama-FDJ)                | Sep Vanmarcke (Israel Start-Up Nation)        |                     |
| 6 mar                         | Włochy                       | Strade Bianche                    | 1.UWT               | Mathieu van der Poel (Alpecin-Fenix)       | Julian Alaphilippe (Deceuninck-Quick Step) | Egan Bernal (Ineos Grenadiers)                |                     |
| 7 – 14 marca 2021             | Francja                      | Paryż-Nicea                       | 2.UWT               | Maximilian Schachmann (Bora-Hansgrohe)     | Aleksandr Własow (Astana-Premier Tech)     | Ion Izagirre (Astana-Premier Tech)            |                     |
| 10 – 16 marca 2021            | Włochy                       | Tirreno-Adriático                 | 2.UWT               | Tadej Pogačar (UAE Team Emirates)          | Wout van Aert (Jumbo-Visma)                | Mikel Landa (Bahrain Victorious)              |                     |
| 20 mar                        | Włochy                       | Mediolan-San Remo                 | 1.UWT               | Jasper Stuyven (Trek-Segafredo)            | Caleb Ewan (Lotto-Soudal)                  | Wout van Aert (Jumbo-Visma)                   |                     |
| 22 – 28 marca 2021            | Hiszpania                    | Volta Ciclista a Catalunya        | 2.UWT               | Adam Yates (Ineos Grenadiers)              | Richie Porte (Ineos Grenadiers)            | Geraint Thomas (Ineos Grenadiers)             |                     |
| 24 mar                        | Belgia                       | Classic Brugge-De Panne           | 1.UWT               | Sam Bennett (Deceuninck-Quick Step)        | Jasper Philipsen (Alpecin-Fenix)           | Pascal Ackermann (Bora-Hansgrohe)             |                     |
| 26 mar                        | Belgia                       | E3 Saxo Classic                   | 1.UWT               | Kasper Asgreen (Deceuninck-Quick Step)     | Florian Sénéchal (Deceuninck-Quick Step)   | Mathieu van der Poel (Alpecin-Fenix)          |                     |
| 28 mar                        | Belgia                       | Gandawa-Wevelgem                  | 1.UWT               | Wout van Aert (Jumbo-Visma)                | Giacomo Nizzolo (Qhubeka Assos)            | Matteo Trentin (UAE Team Emirates)            |                     |
| 31 mar                        | Belgia                       | Dwars door Vlaanderen             | 1.UWT               | Dylan van Baarle (Ineos Grenadiers)        | Christophe Laporte (Cofidis)               | Tim Merlier (Alpecin-Fenix)                   |                     |
| 4 kwi                         | Belgia                       | Ronde van Vlaanderen              | 1.UWT               | Kasper Asgreen (Deceuninck-Quick Step)     | Mathieu van der Poel (Alpecin-Fenix)       | Greg Van Avermaet (AG2R Citroën Team)         |                     |
| 5 – 10 kwietnia 2021          | Hiszpania                    | Vuelta al País Vasco              | 2.UWT               | Primož Roglič (Jumbo-Visma)                | Jonas Vingegaard (Jumbo-Visma)             | Tadej Pogačar (UAE Team Emirates)             |                     |
| 18 kwi                        | Holandia                     | Amstel Gold Race                  | 1.UWT               | Wout van Aert (Jumbo-Visma)                | Thomas Pidcock (Ineos Grenadiers)          | Maximilian Schachmann (Bora-Hansgrohe)        |                     |
| 21 kwi                        | Belgia                       | La Flèche Wallonne                | 1.UWT               | Julian Alaphilippe (Deceuninck-Quick Step) | Primož Roglič (Jumbo-Visma)                | Alejandro Valverde (Movistar Team)            |                     |
| 25 kwi                        | Belgia                       | Liège-Bastogne-Liège              | 1.UWT               | Tadej Pogačar (UAE Team Emirates)          | Julian Alaphilippe (Deceuninck-Quick Step) | David Gaudu (Groupama-FDJ)                    |                     |
| 27 kwietnia – 2 maja 2021     | Szwajcaria                   | Tour de Romandie                  | 2.UWT               | Geraint Thomas (Ineos Grenadiers)          | Richie Porte (Ineos Grenadiers)            | Fausto Masnada (Deceuninck-Quick Step)        |                     |
| 8 – 30 maja 2021              | Włochy                       | Giro d'Italia                     | 2.UWT               | Egan Bernal (Ineos Grenadiers)             | Damiano Caruso (Bahrain Victorious)        | Simon Yates (BikeExchange)                    |                     |
| 30 maja – 6 czerwca 2021      | Francja                      | Critérium du Dauphiné             | 2.UWT               | Richie Porte (Ineos Grenadiers)            | Aleksiej Łucenko (Astana-Premier Tech)     | Geraint Thomas (Ineos Grenadiers)             |                     |
| 6 – 13 czerwca 2021           | Szwajcaria                   | Tour de Suisse                    | 2.UWT               | Richard Carapaz (Ineos Grenadiers)         | Rigoberto Urán (EF Education-Nippo)        | Jakob Fuglsang (Astana-Premier Tech)          |                     |
| 26 czerwca – 18 lipca 2021    | Francja                      | Tour de France                    | 2.UWT               | Tadej Pogačar (UAE Team Emirates)          | Jonas Vingegaard (Jumbo-Visma)             | Richard Carapaz (Ineos Grenadiers)            |                     |
| 31 lip                        | Hiszpania                    | Clásica de San Sebastián          | 1.UWT               | Neilson Powless (EF Education-Nippo)       | Matej Mohorič (Bahrain Victorious)         | Mikkel Frølich Honoré (Deceuninck-Quick Step) |                     |
| 9 – 15 sierpnia 2021          | Polska                       | Tour de Pologne                   | 2.UWT               | João Almeida (Deceuninck-Quick Step)       | Matej Mohorič (Bahrain Victorious)         | Michał Kwiatkowski (Ineos Grenadiers)         |                     |
| 14 sierpnia – 5 września 2021 | Hiszpania                    | Vuelta a España                   | 2.UWT               | Primož Roglič (Jumbo-Visma)                | Enric Mas (Movistar Team)                  | Jack Haig (Bahrain Victorious)                |                     |
| 22 sie                        | Niemcy                       | Cyclassics Hamburg                | 1.UWT               | odwołany                                   |                                            |                                               |                     |
| 29 sie                        | Francja                      | Bretagne Classic Ouest-France     | 1.UWT               | Benoît Cosnefroy (AG2R Citroën Team)       | Julian Alaphilippe (Deceuninck-Quick Step) | Mikkel Frølich Honoré (Deceuninck-Quick Step) |                     |
| 30 sierpnia – 5 września 2021 | Belgia                       | Benelux Tour                      | 2.UWT               | Sonny Colbrelli (Bahrain Victorious)       | Matej Mohorič (Bahrain Victorious)         | Victor Campenaerts (Qhubeka NextHash)         |                     |
| 10 wrz                        | Kanada                       | Grand Prix Cycliste de Québec     | 1.UWT               | odwołany                                   |                                            |                                               |                     |
| 12 wrz                        | Kanada                       | Grand Prix Cycliste de Montréal   | 1.UWT               | odwołany                                   |                                            |                                               |                     |
| 19 wrz                        | Niemcy                       | Eschborn-Frankfurt                | 1.UWT               | Jasper Philipsen (Alpecin-Fenix)           | John Degenkolb (Lotto-Soudal)              | Alexander Kristoff (UAE Team Emirates)        |                     |
| 3 paź                         | Francja                      | Paryż-Roubaix                     | 1.UWT               | Sonny Colbrelli (Bahrain Victorious)       | Florian Vermeersch (Lotto-Soudal)          | Mathieu van der Poel (Alpecin-Fenix)          |                     |
| 9 paź                         | Włochy                       | Giro di Lombardia                 | 1.UWT               | Tadej Pogačar (UAE Team Emirates)          | Fausto Masnada (Deceuninck-Quick Step)     | Adam Yates (Ineos Grenadiers)                 |                     |
| 14 – 19 października 2021     | Chiny                        | Tour of Guangxi                   | 2.UWT               | odwołany                                   |                                            |                                               |                     |

## Zespoły
W sezonie 2021 w dywizji UCI WorldTeams znalazło się 19 zespołów:
| WorldTeams (19)- AG2R Citroën Team - Astana-Premier Tech - Bahrain Victorious - Bora-Hansgrohe - Intermarché-Wanty-Gobert Matériaux - Cofidis - Deceuninck-Quick Step - EF Education-Nippo - Team BikeExchange - Groupama-FDJ - Ineos Grenadiers - Israel Start-Up Nation - Jumbo-Visma - Lotto Soudal - Movistar Team - Qhubeka Assos - Team DSM - Trek-Segafredo - UAE Team Emirates |
| |